# ینس ککلایره
ینس ککلایره (آلمانی: Jens Keukeleire؛ زادهٔ ۲۳ نوامبر ۱۹۸۸) دوچرخه‌سوار اهل بلژیک است.
از باشگاه‌هایی که در آن رکاب زده‌است می‌توان به تیم دوچرخه‌سواری کوفیدیس، تیم اوریکا–اسکات، و تیم لوتو–سودال اشاره کرد.